# The Adventures of Bill and Bob
The Adventures of Bill and Bob er en amerikansk stumfilm fra 1920 af Robert N. Bradbury.

## Medvirkende
- Bob Steele som Bob
- Bill Bradbury som Bill
- Jeanne Carpenter